# Wang Zhen (officier)
Pour les articles homonymes, voir Wang Zhen.
Dans ce nom, le nom de famille précède le nom personnel.
Wáng Zhēn (chinois traditionnel : 王禎 ; chinois simplifié : 王祯 ; pinyin : Wáng Zhēn ; Wade-Giles : Wang Chen, 1290—1333), est un officier de la Dynastie Yuan (1271-1368, Mongole) de Chine.
Il est né dans la province du Shāndōng et a passé de nombreuses années comme officier dans les provinces du Ānhuī et du Jiāngxī.
Il décrit les techniques des caractères mobiles en bois et leur utilisation dans un ouvrage imprimé en caractères mobiles en bronze de 1313, connu sous le nom de livre de l'agriculture (农书 / 農書, Nóng Shū). Cela fait suite de l'invention des caractères mobiles en céramique de Bì Shēng (畢昇, 990-1051), puis des caractères mobiles en métal par le Coréen Choe Yun-ui (최윤의/崔允儀, 1102-1162).

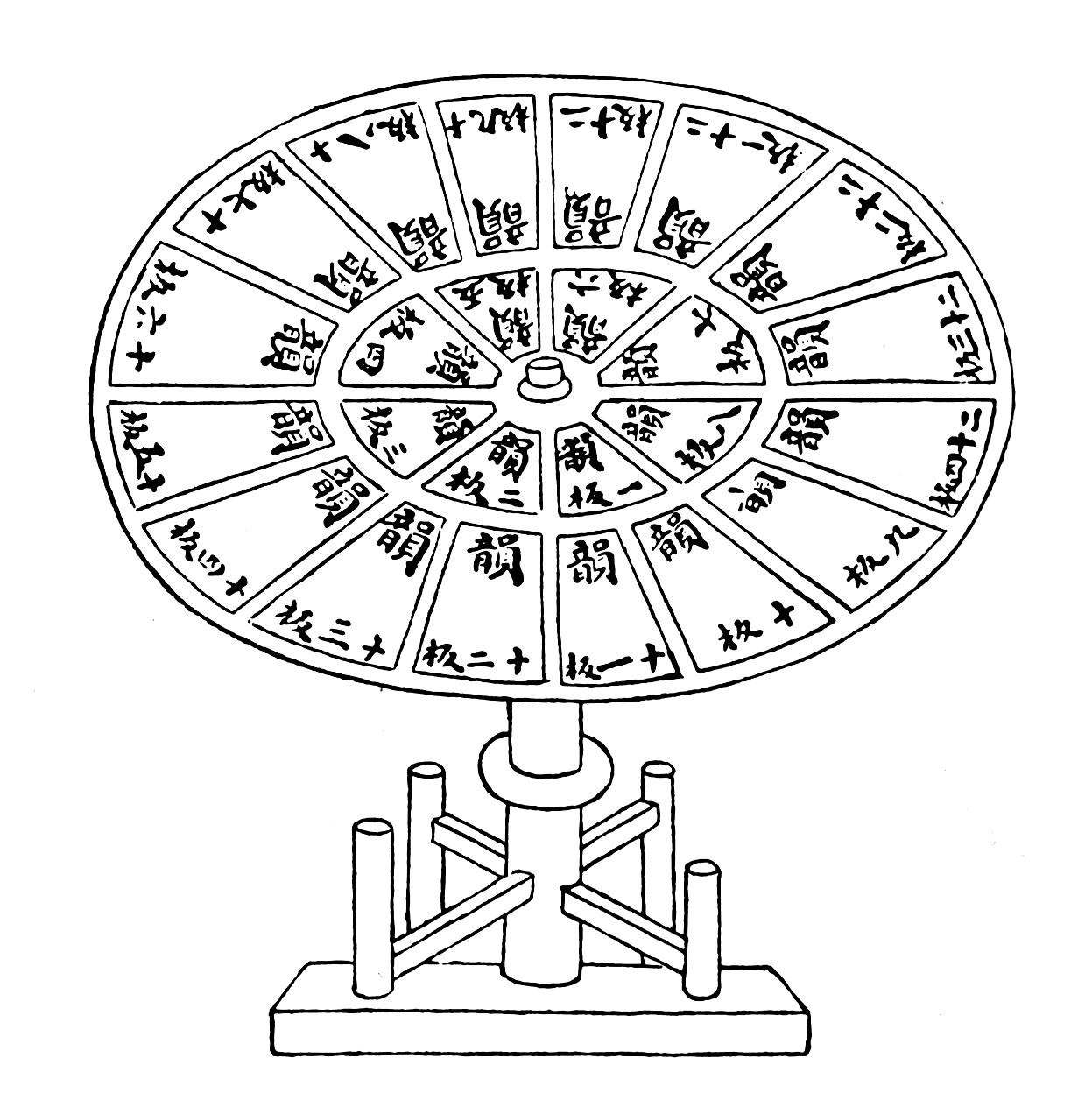
Casses de caractères mobiles
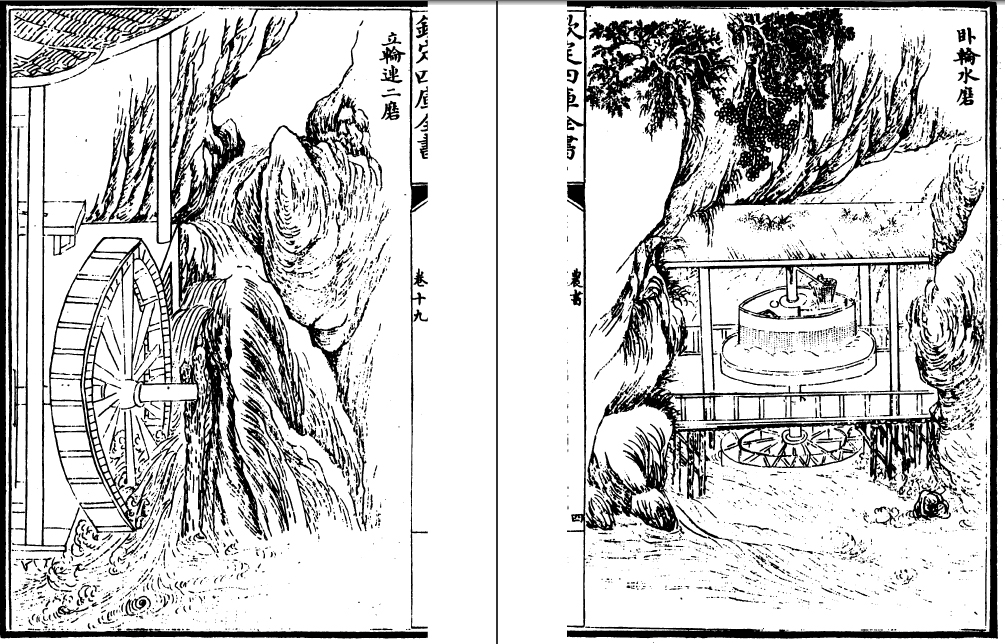
Moulins à eau
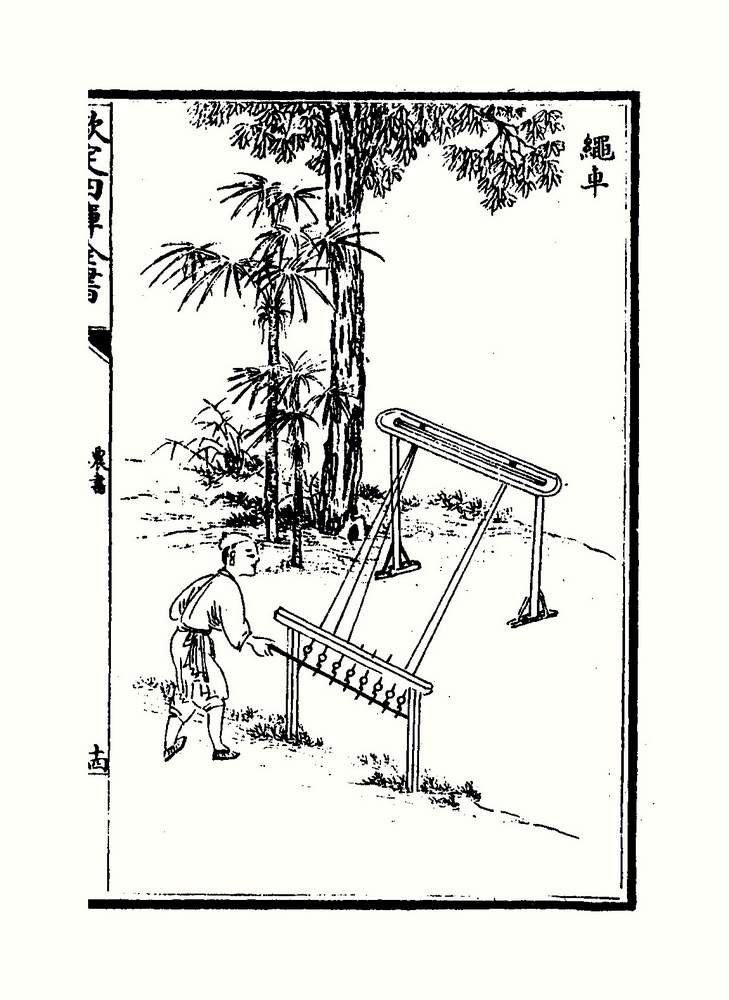
Machine à faire des cordes.
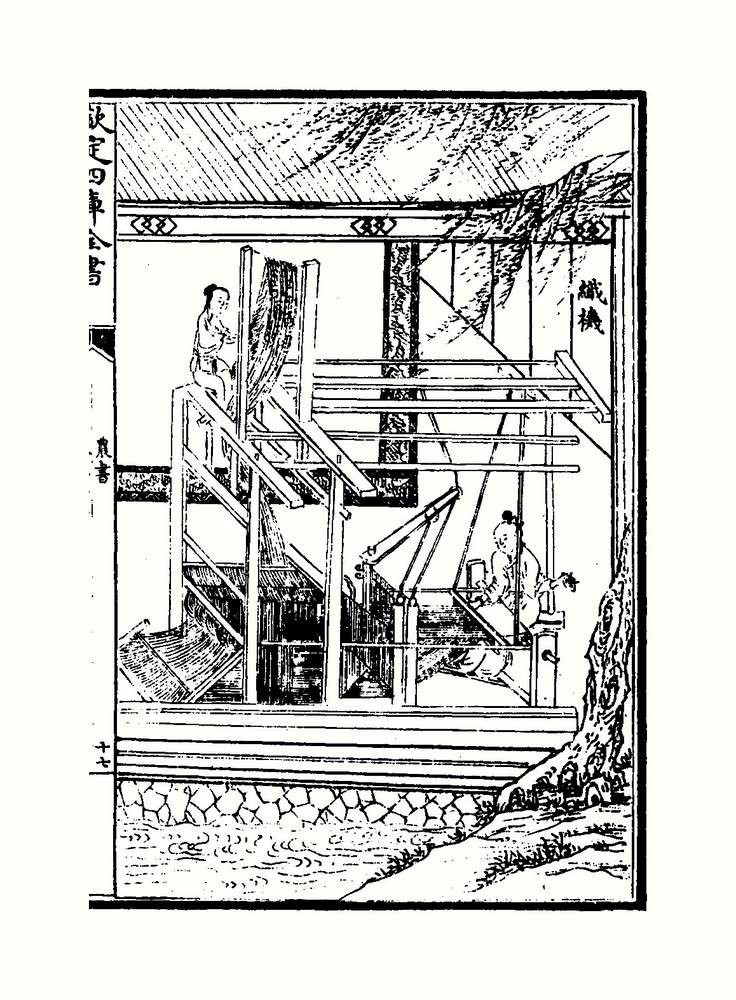
Métier à tisser
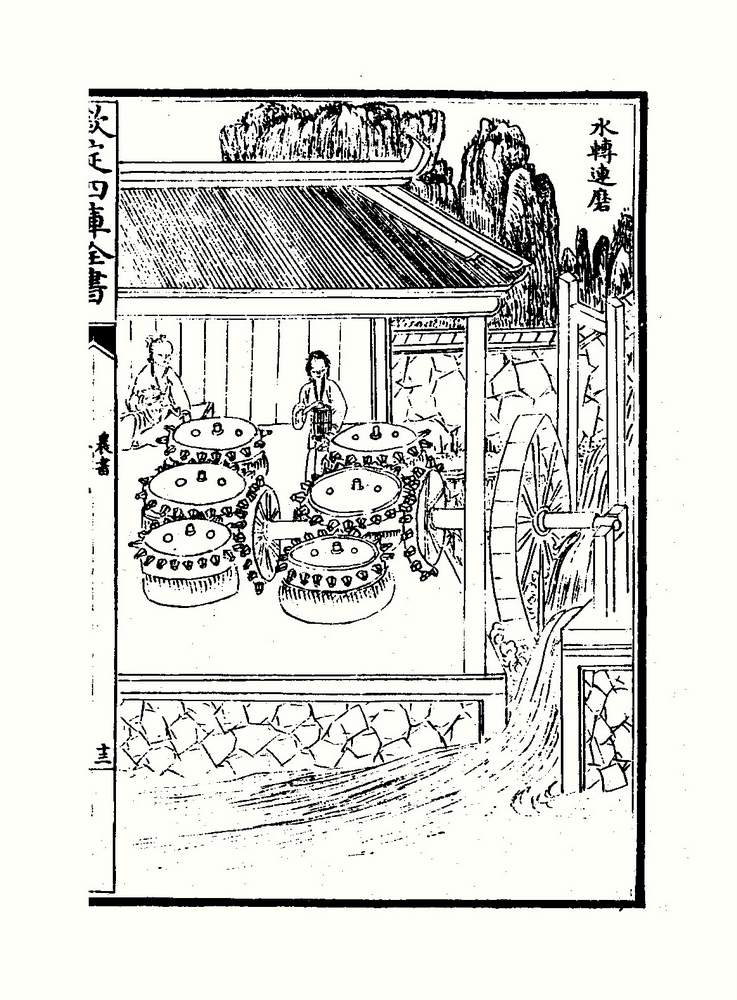
Engrenages et moulin à eau
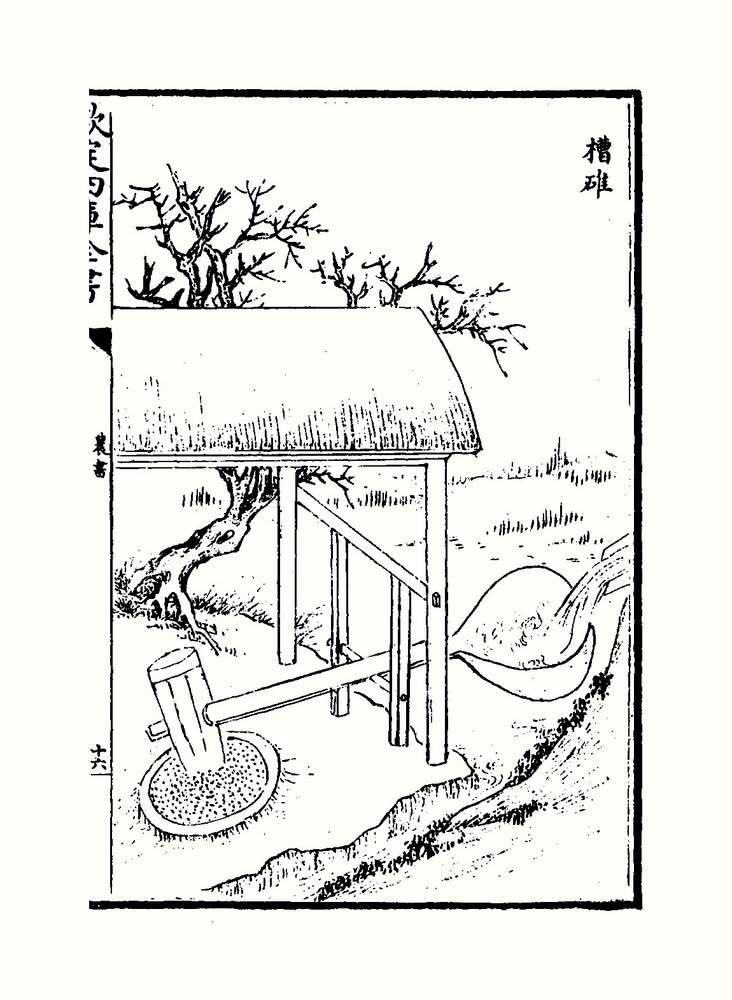
Martinet à eau
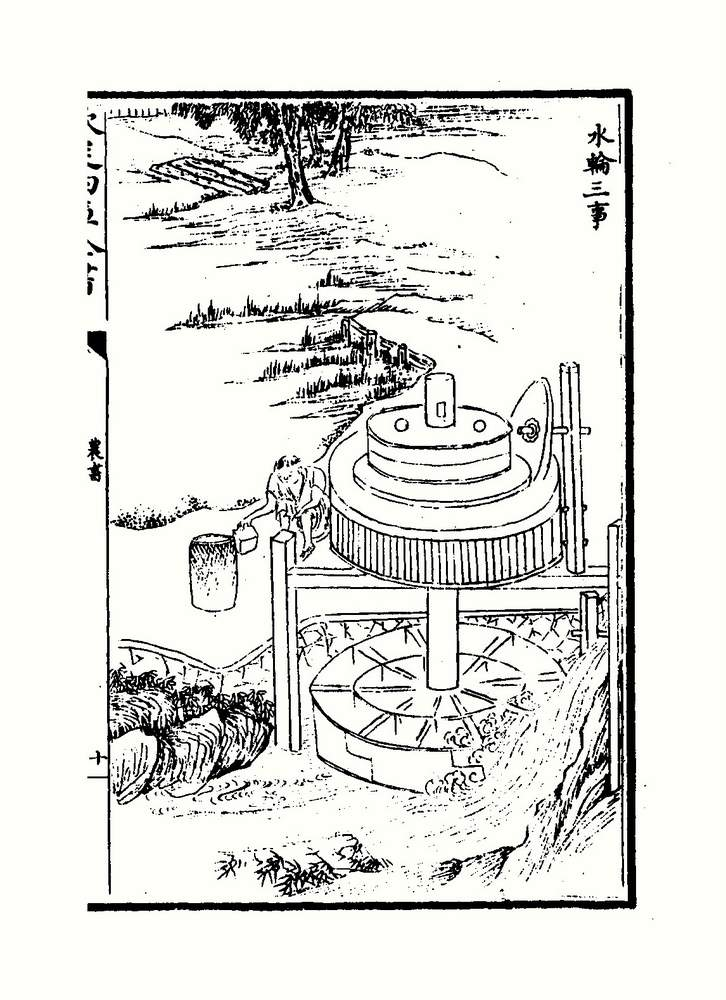
Moulin à eau horizontal
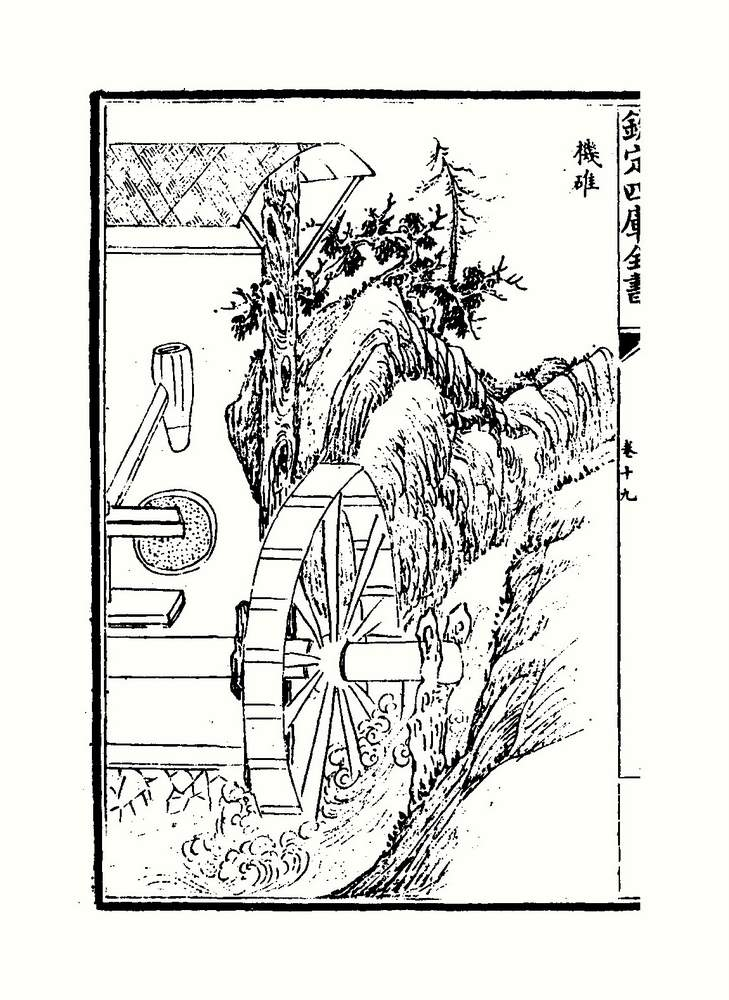
Martinet activé par un moulin à eau